# エリザベート・ギグー

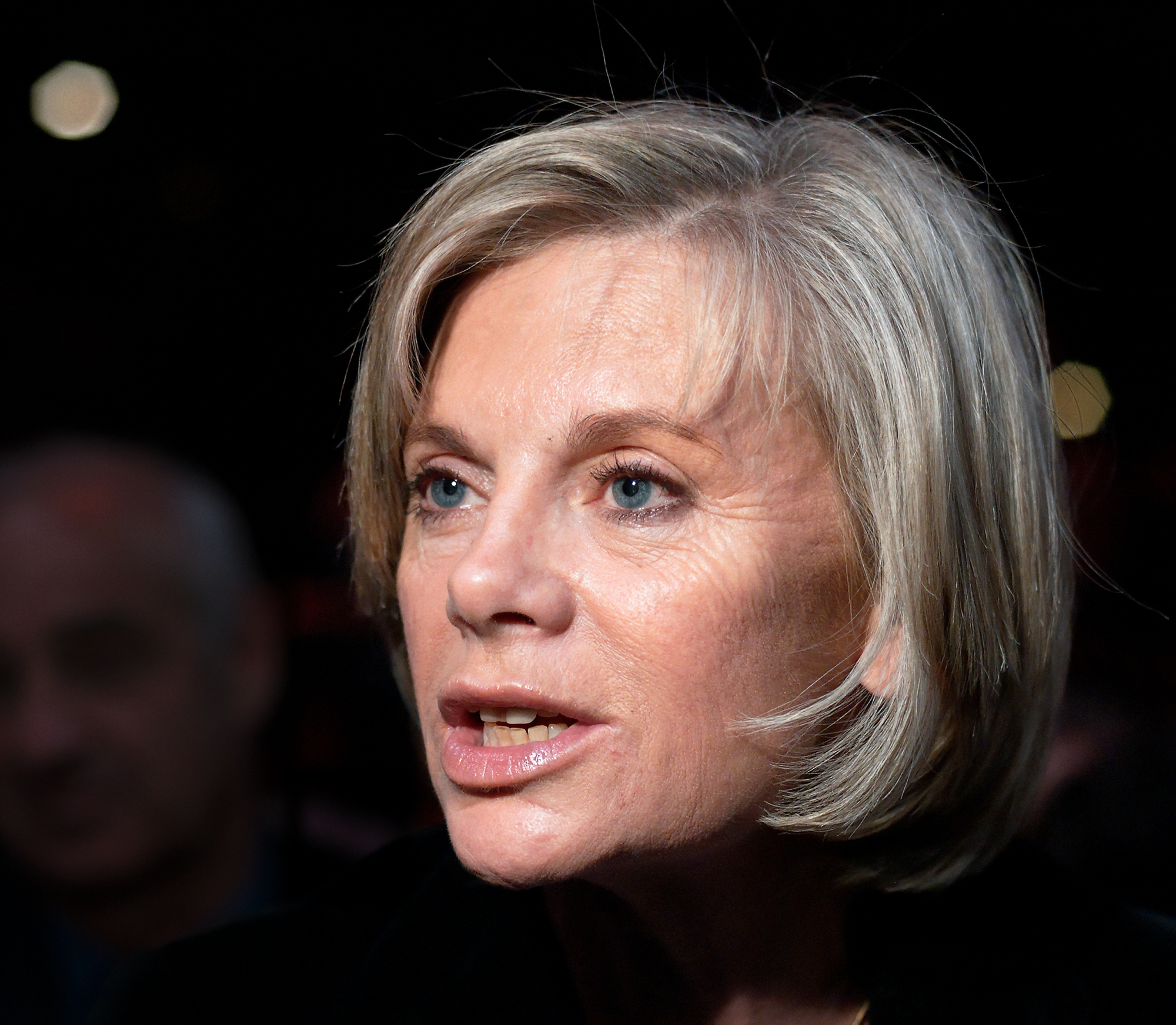
エリザベート・ギグー

エリザベート・ギグー（Élisabeth Guigou、1946年8月6日 - ）は、フランスの政治家。フランス社会党所属。仏領モロッコのマラケシュ出身。

## 略歴
リセ・ヴィクトル＝ユーゴー（独立モロッコのマラケシュ）、リセ・デカルト（同ラバト）などを経て、モンペリエ大学文学部卒業。モンペリエ第3大学（モンペリエ大学文学部）文学修士（ディプロマ）、エクス＝マルセイユ大学経済学・社会科学修士（ディプロマ）。続いて、エクス＝アン＝プロヴァンス政治学院を経てフランス国立行政学院（ENA）を卒業。
1982年ジャック・ドロールの事務所勤務を経て、フランソワ・ミッテラン時代に大統領府事務局長を務めたユベール・ヴェドリーヌの下で働く。1986年第一次コアビタシオン期には、欧州経済問題閣僚会議事務局長に任命された。
1990年欧州問題担当相に就任する。1994年には欧州議会議員に当選する。1997年ヴォクリューズ県から下院国民議会議員に選出される。選挙後、成立したリオネル・ジョスパン内閣で法相として入閣し、2000年には社会相に就任する。アヴィニョン市長に当選するが、かえって地盤の侵食を招き、2002年の国民議会選挙では、パリ東郊セーヌ＝サン＝ドニ県から立候補した。
2005年欧州憲法批准をめぐっては批准賛成の立場を取った。2008年よりノワジー＝ル＝セック市副市長。
夫のジャン・ルイ・ギグーは、ミシェル・ロカール元首相の顧問で、経済学者である。ギグー夫妻には2人の子供がいる。